# Eszter Balla
Eszter Balla (ur. 11 maja 1980 w Szekszárdzie) – węgierska aktorka teatralna i filmowa, związana z teatrem Madách w Budapeszcie. Absolwentka Uniwersytetu Sztuk Teatralnych i Filmowych w Budapeszcie (2001).

## Wybrana filmografia
- Plac Moskwy (2001, reż. Ferenc Török)
- Kontrolerzy (2003, reż. Nimród Antal)
- W blasku gwiazd (2007, reż. John Irvin)
- Variációk (2009, reż. Krisztina Esztergályos)